# Ma Kelly's Greasy Spoon
Ma Kelly's Greasy Spoon è il terzo album del gruppo rock britannico Status Quo, uscito nell'agosto del 1970.

## Il disco

### Concezione
Dopo il modesto successo ottenuto nel 1969 con l'album Spare Parts, gli Status Quo abbandonano la corrente psichedelica e, con un drastico cambio di direzione, cominciano a esplorare un sound più solido e aggressivo.
Grazie a una intensa attività concertistica viene messo a punto uno stile ruvido e diretto e il cambiamento è perentorio anche sotto il profilo dell'immagine: le camicie infiorate, i nastrini e i capelli laccati della fase psichedelica cedono il posto a un look trasandato, fatto di capelli lunghi, camicie sdrucite e jeans strappati.

### Contenuti
Rispetto agli album precedenti, il lavoro esprime contenuti più duri e sostanzialmente fondati sul tempo a 12 battute tipico della musica blues. Il rock si fonde con il blues e il boogie-woogie dando vita a un linguaggio musicale fruibile e immediato, con nette sezioni ritmiche e ruvidi arrangiamenti. Per la prima volta vengono incisi brani semplici fondati su pochi accordi ma distinti da quella salda tecnica a intreccio tra le chitarre di Rossi e Parfitt, che col tempo diverrà il vero marchio di fabbrica del sound della band.
Tra i pezzi inclusi, Junior's Wailing, cover della misconosciuta blues band britannica Steamhammer, che diviene uno dei brani più attesi anche nei concerti dal vivo.

### Accoglienza
Il disco viene largamente ignorato dalla stampa specializzata britannica, salvo divenire oggetto di una decisa rivalutazione critica nei decenni successivi.

### Singoli
Non vengono estratti singoli, salvo che in Francia dove viene pubblicato il 45 giri di Spinning Wheel Blues. Nel Regno Unito sono due i 45 giri pubblicati dagli Status Quo nel 1970, ovvero Down the Dustpipe (che va al n. 12 UK) e In My Chair (n. 21 UK), nessuno dei quali compreso nell'album originale, ma inclusi nella ristampa CD in qualità di bonus tracks.

## Tracce
Lato A
1. Spinning Wheel Blues - 3:18 - (Rossi/Young)
2. Daughter - 3:02 - (Lancaster/Rossi/Young)
3. Everything - 2:37 - (Rossi/Parfitt)
4. Shy Fly - 3:49 - (Rossi/Young)
5. (April) Spring, Summer and Wednesdays - 4:15 - (Rossi/Young)

Lato B
1. Junior's Wailing - 3:31 - (White/Pugh)
2. Lakky Lady - 3:13 - (Rossi/Parfitt)
3. Need Your Love - 4:45 (Rossi/Young)
4. Lazy Poker Blues - 3:40 (P.Green/C.Adams)
5. Is It Really Me? Gotta Go Home - 9:40 - (Lancaster)

Tracce bonus dell'edizione CD
1. Is It Really Me / Gotta Go Home (Early Rough Mix) - 6:52 - (Lancaster)
2. Daughter (Working Mix for Poss. Guitar) - 2:55 - (Lancaster)
3. Down the Dustpipe (7") - 2:03 - (Groszmann)
4. In My Chair (7") - 3:17 - (Young/Rossi)
5. Gerdundula (7" Original Version) - 3:21 - (Manston/James)
6. Down the Dustpipe (BBC Session) - 1:49 - (Groszmann)
7. Junior's Wailing (BBC Session) - 2:58 - (White/Pugh)
8. Spinning Wheel Blues (BBC Session) - 2:13 - (Rossi/Young)
9. Need Your Love (BBC Session) - 2:27 (Rossi/Young)
10. In My Chair (1979 Pye Promo Flexidisc) - 1:37 - (Young/Rossi)

## Formazione
- Francis Rossi (chitarra solista, voce)
- Roy Lynes (organo, pianoforte)
- Rick Parfitt (chitarra ritmica, voce)
- Alan Lancaster (basso, voce)
- John Coghlan (percussioni)

### Altri musicisti
- Bob Young (armonica a bocca a bocca in Spinning Wheel Blues e Down the Dustpipe).

## Curiosità
- Ma Kelly's Greasy Spoon è l'ultimo album degli Status Quo inciso con la compartecipazione all'organo del tastierista Roy Lynes.[1] Al suo posto non subentra nessuno fino al 1982, quando viene assunto come membro Andy Bown.[13]
- La band dei Groove Armada nel 2004 ha campionato i riff di chitarra del brano (April) Spring, Summer and Wednesdays, usandoli come base ritmica del singolo Purple Haze nel cui video compare anche Francis Rossi.
- Nel 2013, il gruppo statunitense Rocket from the Crypt ha realizzato una cover del brano Shy Fly.[14]
- Nel 2005 il brano (April) Spring, Summer and Wednesdays è stato inserito nella colonna sonora del film Dead Fish, con Gary Oldman.[15]